# Gunda Niemann-Stirnemann Halle
De Gunda Niemann-Stirnemann Halle is de overdekte ijsbaan van Erfurt (Thüringen, Duitsland). De schaatshal is vernoemd naar de succesvolle Duitse schaatsster Gunda Niemann-Stirnemann die opgroeide in de omgeving van Erfurt. Voor 2002 was het nog een buitenbaan, met de naam Eissportzentrum.
Kijkend naar de baanrecords is de Gunda Niemann-Stirnemann Halle anno maart 2024 de nummer 16 op de lijst van snelste ijsbanen ter wereld en na de ijsbanen van Inzell en Berlijn de derde snelste Duitse baan. Het stadion biedt plaats aan 4.000 toeschouwers.

## Grote wedstrijden
Internationale kampioenschappen
- 2002 - EK allround
- 2006 - WK junioren

Wereldbekerwedstrijden
- 2002/2003 - Wereldbeker 2 allround
- 2003/2004 - Wereldbeker 2 allround
- 2004/2005 - Wereldbeker 8 sprint
- 2006/2007 - Wereldbeker 8 allround
- 2007/2008 - Wereldbeker 5 sprint
- 2008/2009 - Wereldbeker 7
- 2009/2010 - Wereldbeker 6
- 2012/2013 - Wereldbeker 8
- 2014/2015 - Wereldbekerfinale
- 2017/2018 - Wereldbeker 5

Nationale kampioenschappen
- 2002 - DK allround
- 2002 - DK sprint
- 2003 - DK afstanden
- 2004 - DK afstanden
- 2006 - DK allround
- 2006 - DK sprint
- 2007 - DK afstanden
- 2008 - DK afstanden
- 2009 - Roemeense kampioenschappen allround
- 2011 - DK allround
- 2011 - DK sprint
- 2011 - DK afstanden

## Externe links

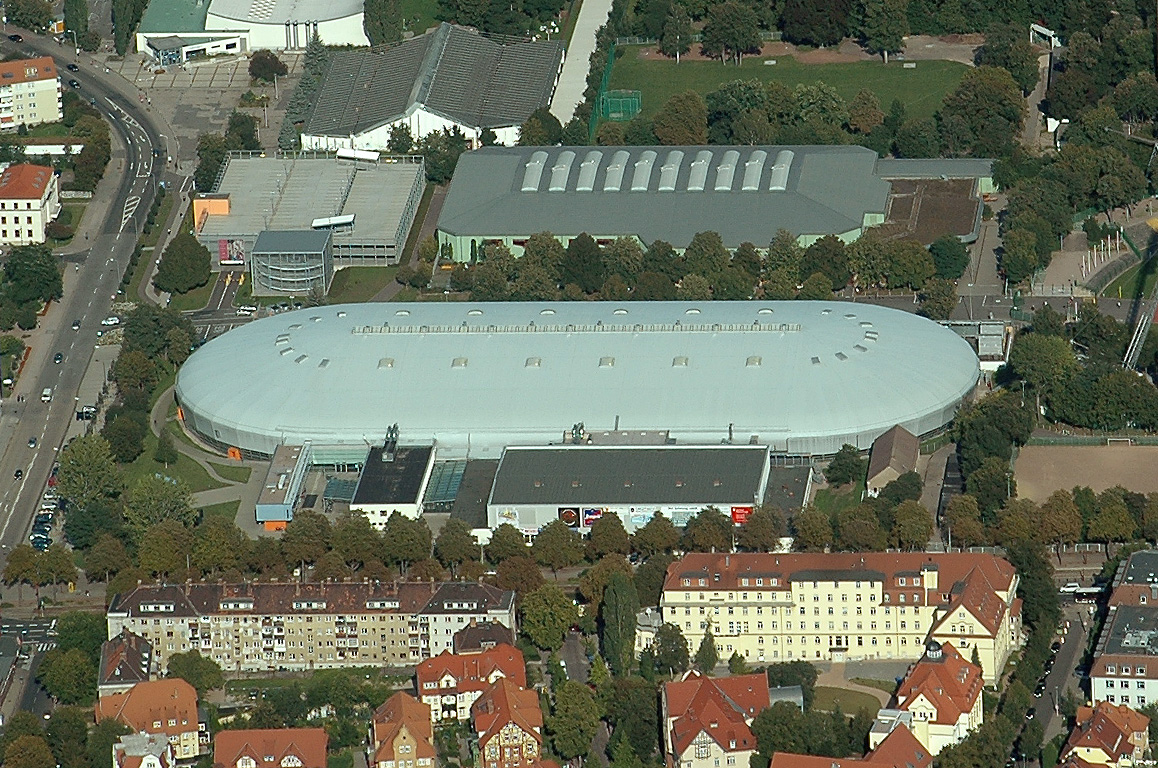
Bovenaanzicht Gunda Niemann-Stirnemann Halle

## Baanrecords
| Afstand              | Schaatser                               | Land    | Tijd     | Datum                 |
| -------------------- | --------------------------------------- | ------- | -------- | --------------------- |
| 100 m                | Yu Fengtong                             | CHN     | 09,56    | 13-02-2005            |
| 500 m                | Pavel Koelizjnikov                      | RUS     | 34,71    | 21-03-2015            |
| 1000 m               | Shani Davis Kjeld Nuis                  | USA NED | 1.08,40  | 01-02-2009 21-01-2018 |
| 1500 m               | Denny Morrison                          | CAN     | 1.45,32  | 31-01-2009            |
| 3000 m               | Sven Kramer                             | NED     | 3.42,62  | 23-10-2009            |
| 5000 m               | Sverre Lunde Pedersen                   | NOR     | 6.14,66  | 20-01-2018            |
| 10.000 m             | Sven Kramer                             | NED     | 12.53,17 | 17-02-2007            |
| Ploegenachtervolging | Jorrit Bergsma Sven Kramer Koen Verweij | NED     | 3.45,21  | 02-03-2013            |
| 2×500 m              | Nico Ihle                               | GER     | 71,640   | 04-11-2010            |
| Sprintvierkamp       | Mun Joon                                | KOR     | 140,515  | 16-12-2007            |
| Minivierkamp         | Lukas Mann                              | GER     | 150,955  | 18-11-2018            |
| Kleine vierkamp      | Håvard Bøkko                            | NOR     | 150,041  | 10-03-2006            |
| Grote vierkamp       | Jochem Uytdehaage                       | NED     | 155,466  | 04-01-2002            |

| Afstand              | Schaatsster                                 | Land | Tijd    | Datum      |
| -------------------- | ------------------------------------------- | ---- | ------- | ---------- |
| 100 m                | Jenny Wolf                                  | GER  | 10,22   | 15-12-2007 |
| 500 m                | Jenny Wolf                                  | GER  | 37,58   | 30-01-2009 |
| 1000 m               | Brittany Bowe                               | USA  | 1.14,61 | 22-03-2015 |
| 1500 m               | Ireen Wüst                                  | NED  | 1.55,61 | 02-03-2013 |
| 3000 m               | Daniela Anschütz-Thoms                      | GER  | 4.02,88 | 30-01-2010 |
| 5000 m               | Martina Sáblíková                           | CZE  | 6.50,39 | 18-02-2007 |
| Ploegenachtervolging | Marrit Leenstra Diane Valkenburg Ireen Wüst | NED  | 3.02,83 | 03-03-2013 |
| 2×500 m              | Jenny Wolf                                  | GER  | 76,210  | 04-11-2010 |
| Sprintvierkamp       | Anni Friesinger                             | GER  | 153,165 | 16-12-2007 |
| Minivierkamp         | Cindy Klassen                               | CAN  | 157,950 | 15-11-2002 |
| Kleine vierkamp      | Claudia Pechstein                           | GER  | 166,253 | 27-12-2001 |